# Jelka Glavnik - Berak
Jelka Glavnik - Berak, slovenska violinistka, * 1965.
Študij violine je končala pri prof. Dejanu Bravničarju na glasbeni akademiji v Ljubljani, po diplomi se je izpopolnjevala pri prof. Olgi Parhamenko, prof. Grigoriju Žislinu in prof. Pavlu Vernikovu. Od leta 1993 je stalna članica Simfoničnega orkestra RTV Slovenija.